# Amadu Bansang Jobarteh
Amadu Bansang Jobarteh (auch in der Schreibvariante Amadou, * um 1915 in Tambasan Sang, Gambia; † 8. April 2001 in Bansang, Gambia) war ein respektierter und einflussreicher Musiker in Gambia. Er spielte die westafrikanische Kora, eine 21-saitige Stegharfe.

## Leben
Jobarteh gehört der Tradition der Jali (Griot) an. Jobartehs Vater, Fili Jobarteh, war ein Ngoni-Spieler aus Gaalen in der Nähe von Kita in Mali, der sich im späten 19. Jahrhundert in Tambasan Sang niederließ und unter der Patronage des Lokalherrschers Falai Kora Preislieder vortrug. Besitzstreitigkeiten nach dessen Tod zwangen Fili Jobarteh, den Ort zu verlassen. Er fand in Bansang bei der Familie der Darboe eine neue Anstellung. Dort lernte der junge Jobarteh das Spielen der Kora, dem in Gambia verbreiteten Instrument der Mandinka. Um 1940 ging Jobarteh in das Kleinreich Kombo, wo er eine Anstellung bei den dortigen Oberhäuptern fand. Später unterstützte ihn ein wohlhabender Händler aus Gunjur. 1986–1987 war Jobarteh Gastmusiker an der musikethnologischen Abteilung der University of Washington.
Amadu ist der Onkel des Musikers Sidiki Diabaté, der wiederum Vater des bekannten malischen Musikers Toumani Diabaté ist. Sanjally Jobarteh lernte von seinem Vater das Spiel der Kora; heute lebt er in Kembuje, Gambia. Dessen Tochter Sona Jobarteh spielt Kora, Gitarre und Cello. Amadu Bansang Jobartehs bekannteste Veröffentlichung ist Tabara.
Musikalisch war er seit den 1940er Jahren fast 60 Jahre lang tätig. Er starb am 8. April 2001 in seinem Haus.

## Diskografie
- 1978 Master of the Kora (Eavadisc)
- 1994 Tabara (Music of the World)